# Bobrov
Pour les articles homonymes, voir Bobrov (homonymie).
Bobrov (en russe : Бобров) est une ville de l'oblast de Voronej, en Russie, et le centre administratif du raïon de Bobrov. Sa population s'élevait à 20 007 habitants en 2020.

## Géographie
Bobrov est située sur la rive droite de la rivière Bitioug, un affluent du Don, à 88 km au sud-est de Voronej et à 545 km au sud-sud-est de Moscou.

## Histoire
La localité est mentionnée pour la première fois en 1685 dans un document concernant l'achat de peaux de castor (en russe : бобёр, bobior). Les animaux étaient chassés dans la rivière Bitioug proche et sont à l'origine du nom de la ville. En 1698, la sloboda Bobrovskaïa occupe le site et reçoit son nom actuel et le statut de ville en 1779.

## Population
Recensements ou estimations de la population
| 1856  | 1897* | 1926*  | 1939* | 1959* | 1970*  |
| ----- | ----- | ------ | ----- | ----- | ------ |
| 3 200 | 3 884 | 17 389 | 7 000 | 7 601 | 17 977 |

| 1979*  | 1989*  | 2002*  | 2010*  | 2013   | 2014   |
| ------ | ------ | ------ | ------ | ------ | ------ |
| 21 448 | 21 258 | 20 806 | 19 738 | 19 270 | 19 210 |

| 2015   | 2016   | 2017   | 2018   | 2019   | 2020   |
| ------ | ------ | ------ | ------ | ------ | ------ |
| 19 956 | 20 466 | 20 605 | 20 460 | 20 238 | 20 007 |

## Transports
Bobrov a une gare ferroviaire sur la ligne Liski – Povorino.